# Stumorgi
Stumorgi, Polana Stumorgowa – podszczytowa polana na Mogielicy w Beskidzie Wyspowym. Znajduje się w obrębie wsi Półrzeczki w województwie małopolskim, w powiecie limanowskim, w gminie Dobra.

## Opis
Polana Stumorgowa znajduje się na długim grzbiecie łączącym Mogielicę z Krzystonowem, na wysokości ok. 1000–1100 m n.p.m. Jest największą polaną w całym Beskidzie Wyspowym. Jej nazwa pochodzi od dawnej jednostki mierzenia powierzchni zwanej morgą, równej w przybliżeniu 0,5 ha. W rzeczywistości polana miała dużo większą powierzchnię. Powstała w wyniku działalności Wołochów, którzy w XIV-XV w. zaprowadzili w Karpatach pasterstwo na szczytach gór. Pod koniec XIX w., gdy wsie na Podhalu były skrajnie przeludnione, część polany zaorano pod uprawy rolnicze. Jednak już wkrótce musiano zrezygnować z uprawy. Kamienista i jałowa gleba i surowy na tej wysokości klimat nie zwróciły trudu włożonego w uprawę. Do dzisiaj jeszcze dobrze widoczne są równoległe ślady zagonów w niektórych miejscach polany. Na obrzeżu polany, po północnej jej stronie znajduje się dość silne źródło.
Polana jest dość sucha, porost trawy słaby, przy czym dużą jej część stanowiła psia trawka, której nie chce jeść bydło, ani owce. Do tego duże oddalenie od siedzib ludzkich spowodowało, że już przed kilkudziesięciu laty zaniechano tutaj wypasu. Zarastający od obrzeża las zmniejszył powierzchnię polany, coraz więcej drzew pojawia się także na środku polany. Borówka brusznica tworząca tutaj olbrzymie kępy wypiera trawiastą roślinność z rzadkimi gatunkami roślin, które tu występują (m.in. mieczyk dachówkowaty). Jest to przykład postępującej sukcesji ekologicznej, ostatecznym etapem której, już zapewne w bliskiej przyszłości będzie całkowite zarośnięcie polany lasem, ze szkodą dla walorów widokowych, a także różnorodności biologicznej.
Z Polany Stumorgowej rozciągają się kapitalne widoki, obejmujące większą część horyzontu. Od południowego wschodu poczynając kolejno widzimy: Modyń, pasmo Radziejowej, Dzwonkówkę, w dole Halę, Wielki Wierch i Kiczorę Kamienicką, w głębi Małe Pieniny i Pieniny, a na prawo od nich pasmo Lubania. W kierunku południowym widać pasmo Gorców ze szczytami Kudłonia, Kiczory i Turbacza. Poniżej nich widoczne płaskie grzbiety Jasienia i Krzystonowa. W kierunku południowo-zachodnim i zachodnim doskonale widoczne są: Luboń Wielki, Ogorzała, Szczebel, Ćwilin, Łopień, Lubogoszcz, Śnieżnica, Ciecień. Ponad wszystkimi tymi szczytami wznosi się pasmo Tatr i szczyt Babiej Góry. W czasie II wojny światowej Hala Stumorgowa wykorzystywana była jako miejsce zrzutów z samolotów alianckich dla działającej w okolicach partyzantki.

## Szlaki turystyki pieszej
z Jurkowa przez szczyt Mogielicy, Stumorgi, przełęcz między Mogielicą a Krzystonowem do Szczawy,
 z przełęczy Przysłop przez Jasień, Krzystonów i Stumorgi na szczyt Mogielicy.

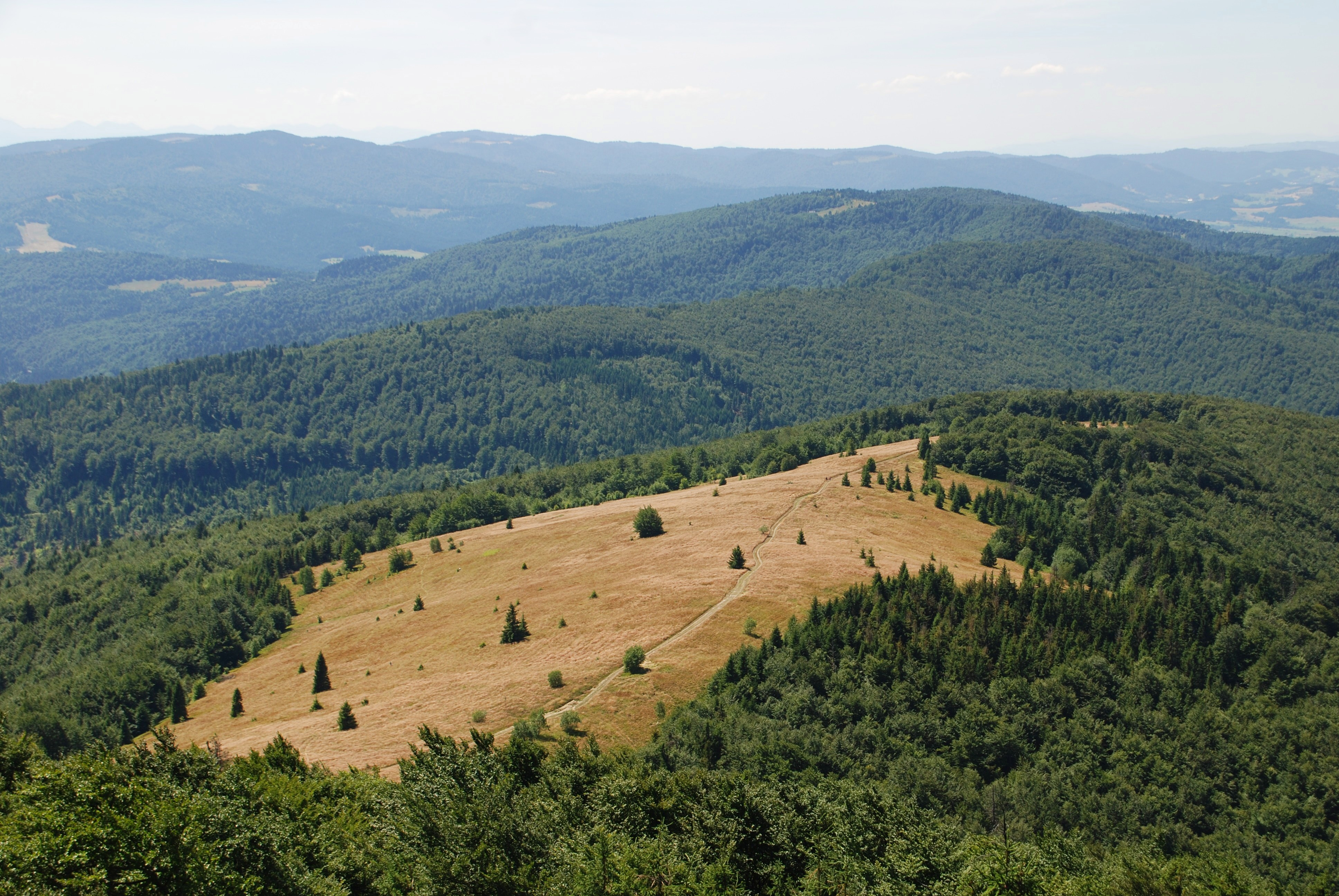
Polana Stumorgowa, widok z wieży na Mogielicy
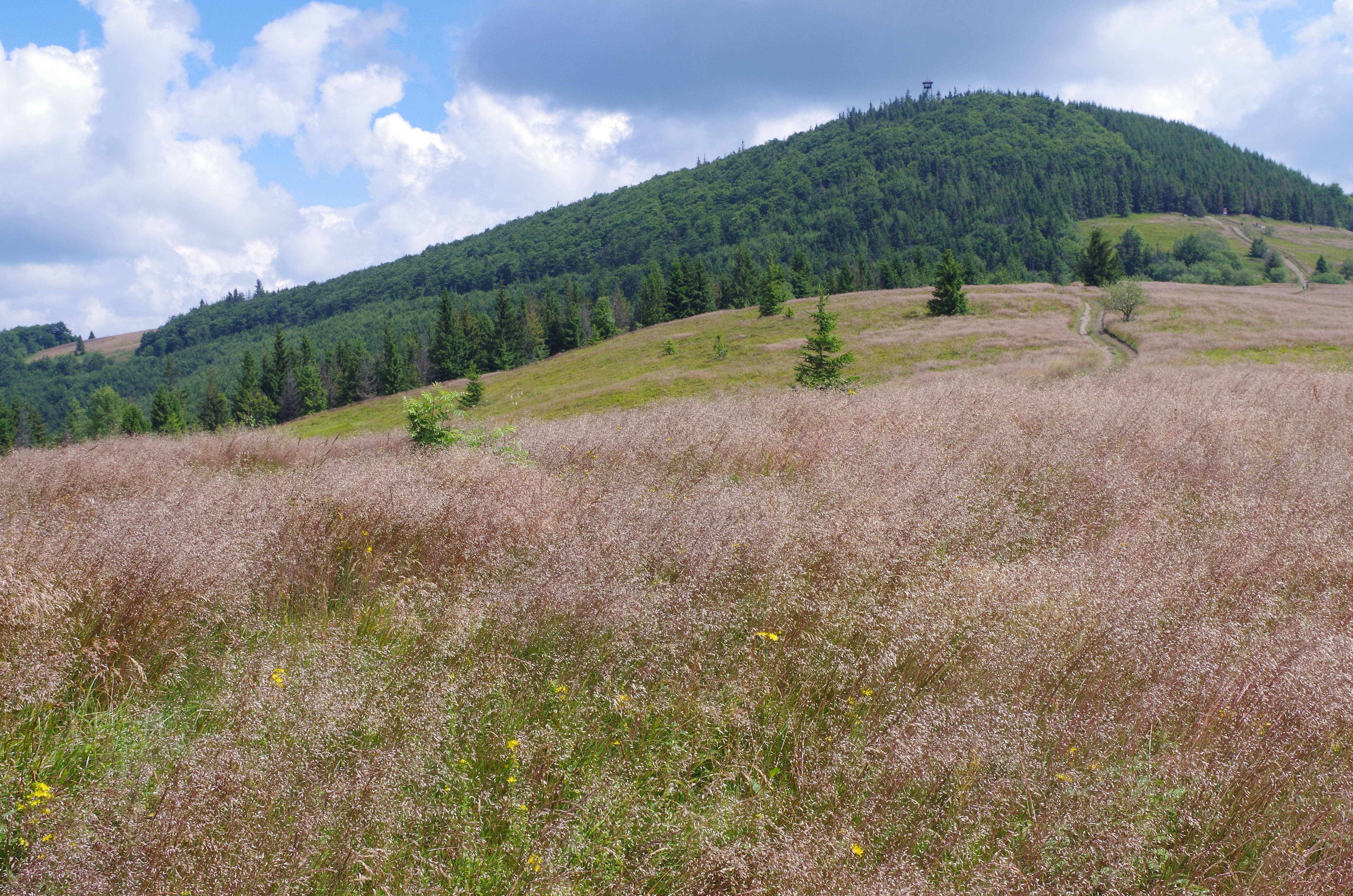
Mogielica z Polany Stumorgowej
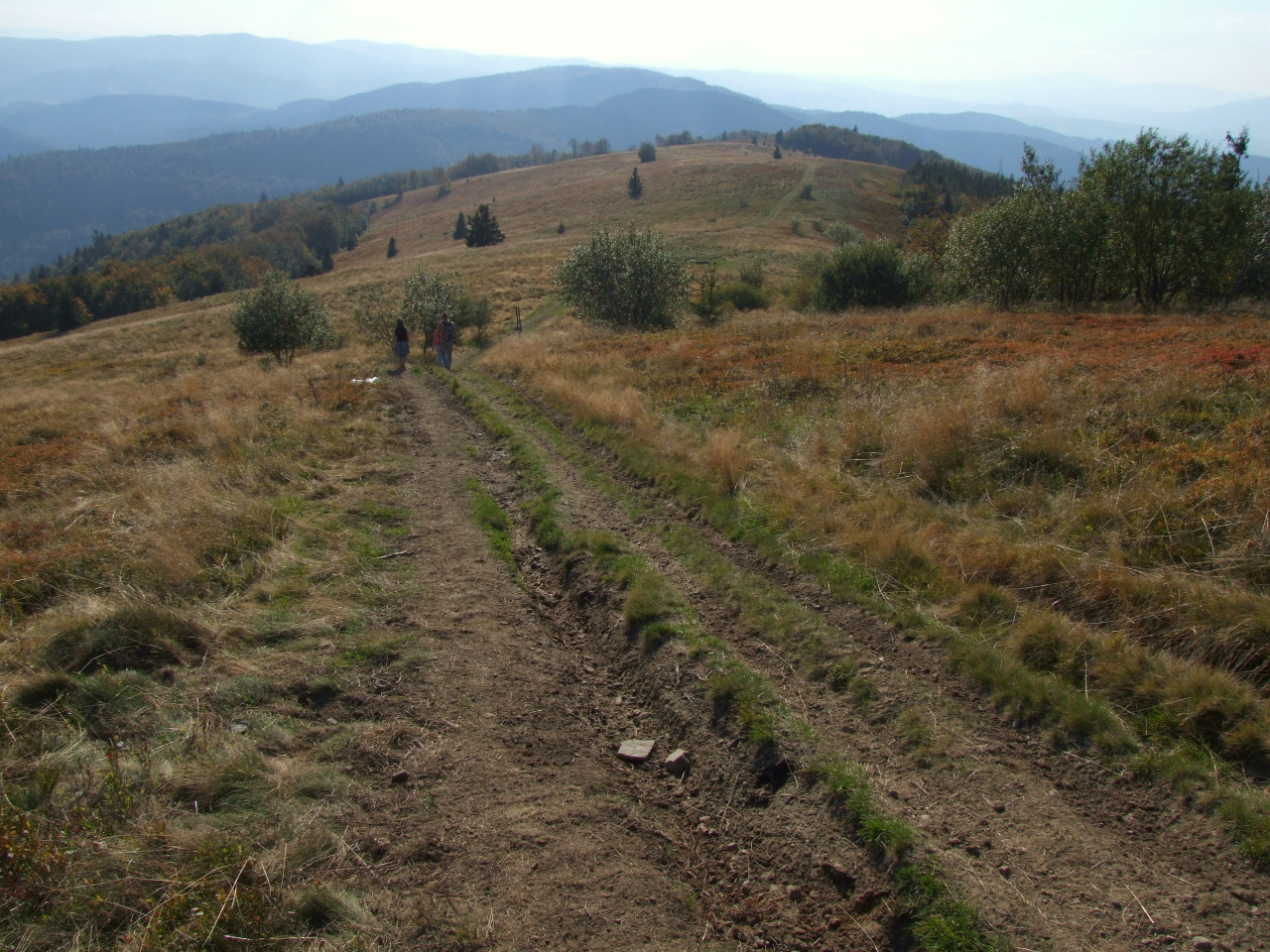
Stumorgi. W głębi Gorce
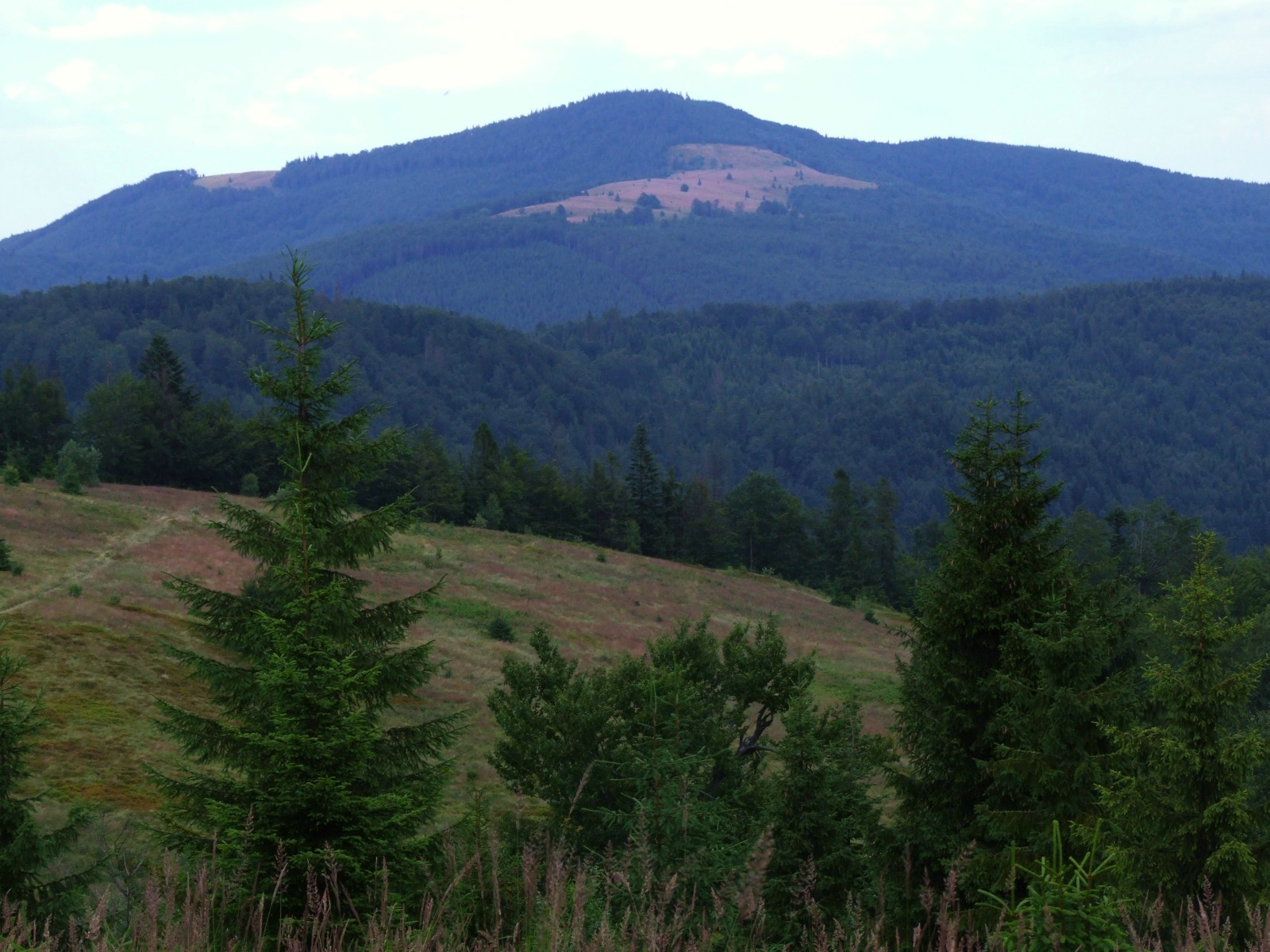
Widok z Jasienia ma Mogielicę. Na jej lewym grzbiecie polana Wyśnikówka, z przodu Polana Stumorgowa
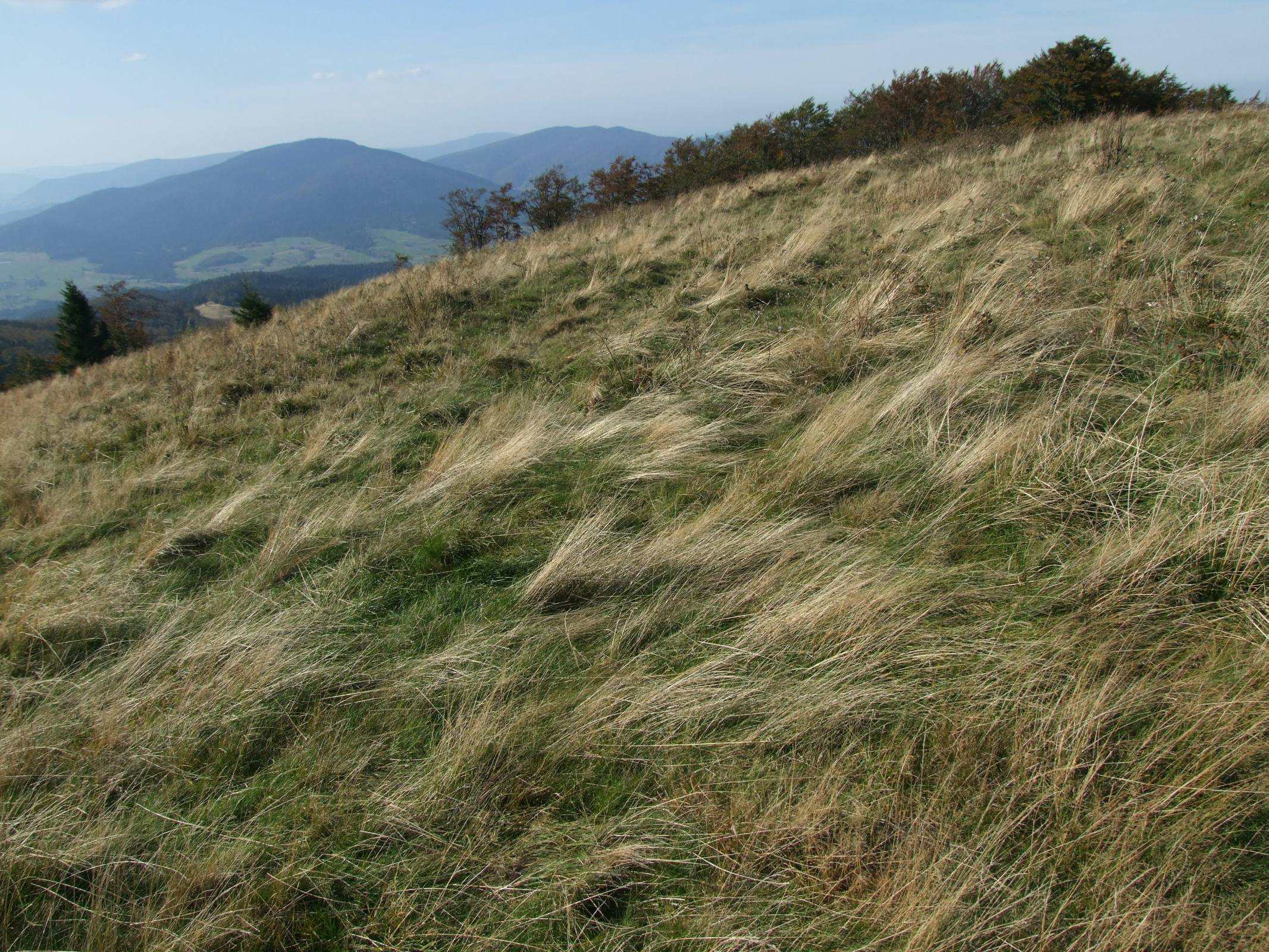
Stumorgi